# Ченю
Ченю (Цзюйню) (кит.: 車紐; д/н — після 143) — шаньюй південних хунну в 140—143 роках.

## Життєпис
Походив з клану Гулун. Став спадковим гулун-ваном. 140 році спільно з князем Усі повстав проти шаньюя Цюйтежоші Чжуцзю. До них долучився західний тукі-ван Їті. Разом війська складали більше 10 тис. вояків. Повсталі взяли в облогу столицю Мейдзі. Втім на допомогу шаньюю прийшли 20-тисячна китайська армія, що завдала поразки Ченю та його союзникам. Втім разом з Усі продовжив напади на укріплення Цюйтежоші Чжуцзю, який невдовзі під тиском китайських урядовців наклав на себе руки.
Різні клани південних хунну повстали, намагаючись зробити свого представника шаньюєм. Водночас дуляо-гянгюнь Ма Сюй перемовинами намагався зупинити виступи хунну. Йому вдалося схилити до миру 13 тис. вояків. АлеЧеню було оголошено шаньюєм.
141—142 роках хунну нападали на прикордонні китайські повіти Бінчжоу, Лінчжоу, Ючжоу й Цзічжоу. У відповідь ханські війська протягом 142 року завдали поразок Ченю і Усі. Після загибелі останнього взимку 143 року шаньюй Ченю здався китайцям. Подальша його доля невідома. Новим правителем було поставлено Хуланьжоші Чжуцзю.